# يولق أرسلان

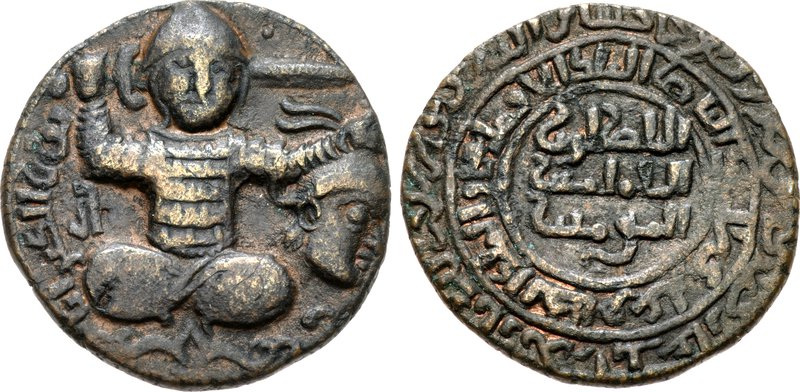
عملات حسام الدين يولق أرسلان (1184–1200) ربما دار سك ماردين. يعود تاريخه إلى سنة 596 هـ (1199-1200 م). الوجه: تركي يرتدي زيًا عسكريًا ويجلس متربعًا، ويواجه وجهه، ويمسك برأس مقطوع وسيف مرفوع؛ اسم ولقب نور الدين أرسلان شاه على اليسار؛ زخارف مزخرفة في الخارج. الوجه الآخر: اسم وألقاب الخليفة العباسي في ثلاثة أسطر؛ أسماء وألقاب الحاكم الأيوبي في الهامش الداخلي؛ اسم حسام الدين يولق أرسلان وتاريخ السنة الهجرية في الهامش الخارجي.

حسام الدين يولق أرسلان (حكم 1184–1204) كان حاكمًا من الأسرة الأرتقية لمنطقتي ماردين وميافرقين. تُظهر عملاته المعدنية حاكمًا تركيًا مدرعًا يحمل رأسًا مقطوعًا في يده اليسرى. يشير الوجه إلى الانتماء الديني للخليفة العباسي.

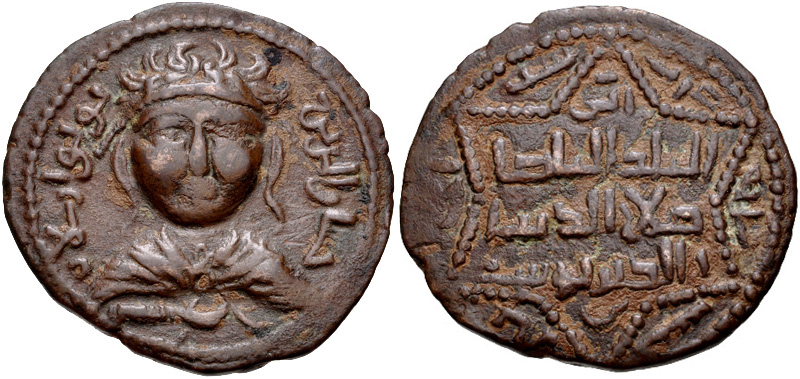
عملة حسام الدين يولق أرسلان. 580-597 هـ (1184-1200 م) مؤرخة بعام 582 هـ (1186-7 م). تمثال نصفي للذكر متوج ومغطى بالإكليل.

خلفه ابنه أرتق أرسلان [الإنجليزية].